# ランチオニン
ランチオニン(Lanthionine)は、(HOOC-CH(NH2)-CH2-S-CH2-CH(NH2)-COOH)の化学式を持つ異常アミノ酸である。システインの1イオウ置換体であり、β炭素でチオエーテル結合した2つのアラニン残基から構成される。その名前に反して、ランチオニンにはランタンは含まれていない。

## 背景
1941年、ランチオニンは炭酸ナトリウム処理した羊毛から初めて単離され、システインとβ-クロロアラニンから初めて合成された。ランチオニンは、ヒトの毛髪、ラクトアルブミン、羽毛等、自然界で広く見られる。また細菌の細胞壁にも存在し、ランチビオティクスと呼ばれる抗菌ペプチドの構成成分となっている。

## 調整
システインへのイオウ放出、セリンβ-ラクトンの開環、システインのジヒドロアラニンへのヘテロ付加等の様々な合成法が発表されている。しかし、実際にはランチオニンの合成にはイオウ放出法のみが使われている。